# Fabien Frankel
Pour les articles homonymes, voir Frankel (homonymie).
Fabien Joseph Frankel (né le 6 avril 1994) est un acteur franco-britannique.

## Enfance et formation
Frankel est né au Chelsea and Westminster Hospital dans l'ouest de Londres. Son père est l'acteur anglais Mark Frankel et sa mère Caroline Besson, est une directrice de publicité française.
La famille de son père est juive, par l'intermédiaire de ses grands-parents paternels,,.
Frankel perd son père dans un accident de la route quand il a deux ans, alors que sa mère est enceinte de son jeune frère Max,. Les deux frères sont élevés à Londres par leur mère et parlent français à la maison. Elle les initient au cinéma en les emmenant au cinéma une fois par semaine.
Il suit un cours d'un an à la Royal Academy of Dramatic Art (RADA) avant d'obtenir un baccalauréat ès arts à la London Academy of Music and Dramatic Art (LAMDA) en 2017,.

## Carrière
Sa carrière théâtrale débute en 2017 dans The Knowledge au Charing Cross Theatre.
Il fait ses débuts au cinéma, en 2019 dans la comédie romantique Last Christmas, avec Emilia Clarke.
En 2021, il apparaît dans la série de BBC One et Netflix, Le Serpent, aux côtés de Tahar Rahim et Jenna Coleman.
À partir de 2022, il incarne le chevalier Ser Criston Cole dans la série fantastique House of the Dragon diffusée sur HBO, adaptation du livre de George RR Martin, Fire and Blood.

## Filmographie

### Cinéma

#### Longs métrages
- 2019 : Last Christmas de Paul Feig : Fabien
- 2022 : Venice at Dawn de Jamie Adams : Dixon
- 2025 : The Actor de Duke Johnson

#### Court métrage
- 2023 : Lag de Rick Gomez : Z (également co-scénariste)

### Télévision

#### Séries télévisées
- 2021 : Le Serpent (The Serpent) : Dominique Renelleau
- 2021 : An Uncandid Portrait : Gaspar Chevrolet
- Depuis 2022  : House of the Dragon : Ser Criston Cole